# Stenohypodiplosis sejuncta
Stenohypodiplosis sejuncta är en tvåvingeart som beskrevs av Fedotova 2005. Stenohypodiplosis sejuncta ingår i släktet Stenohypodiplosis och familjen gallmyggor. Inga underarter finns listade i Catalogue of Life.